# Mami Wata
Mami Wata is een stripverhaal uit de Vierkleurenreeks van Suske en Wiske. Het is geschreven door Peter Van Gucht en getekend door Luc Morjaeu. Het album kwam uit op 5 juli 2017.
De strip gaat over Mami Wata, een zeemeermin en watergodin, die voorkomt in de Afrikaanse mythologie. Centraal staat een kunstroof. Andere belangrijke figuren, buiten de vaste personages, zijn Luna Kwesi, een vrouwelijke zwarte inspecteur van politie en de oudere Afrikaanse vrouw Musoke.

## Personages
In dit verhaal spelen de volgende personages mee:
- Suske, Wiske, Schanulleke, Lambik, tante Sidonia, an Graal, Le Volleur, Von Klauwen, Mami Wata,[1] Afrikaanse man, mensen op de markt, verkopers, politieagenten, Luna Kwesi, Musoke

## Locaties
Dit verhaal speelt zich af op de volgende locaties:
- Badanzia, heiligdom van Mami Wata, het huis van tante Sidonia, markt, winkel, huis van Le Volleur, Zunamgi

## Uitvindingen
In dit verhaal spelen de volgende uitvindingen mee:
- de gyronef

## Verhaal
In 1956 vinden drie westerse mannen het heiligdom van Mami Wata en nemen elk een beeldje mee. De inboorlingen vertellen dat dit onheil zal brengen. Een Afrikaanse man krijgt een armband van Mami Wata. Jerom en professor Barabas zijn nog in Spitsbergen. Lambik is met Suske en Wiske op de markt en hij koopt een masker voor tante Sidonia, omdat ze jarig is. Wiske koopt voor Suske een armband en hij is er erg blij mee. Tante Sidonia is niet gecharmeerd van het masker en Suskes kamer is overhoop gehaald. De vrienden schakelen de politie in en Lambik wil het masker terugbrengen. Dan blijkt dat ook de zaak van de verkopers overhoop is gehaald. De vrienden zien dezelfde sporen als bij Suskes kamer en Luna Kwesi begint een onderzoek. De verkoper haalt een boek geschreven door zijn grootvader Johannes van Graal. Hij was een van de archeologen die het heiligdom van Mami Wata ontdekte. Hij werd op een avond aangevallen door een luipaardman. Deze viel door het raam en overleed, waarna het een mens van een normaal postuur bleek te zijn. De verkoper zegt dat de vrienden het beeldje dat bij hem gestolen is mogen houden, mochten ze het ooit ergens aantreffen.
Luna Kwesi gaat met de vrienden mee en ontdekt een beeldje in de kamer van Suske. Ze vertelt dat Suske beschikbaar moet blijven voor justitie en dan komt ook Le Volleur aan. Als hij hoort over de berovingen, eist hij extra bescherming voor zichzelf. Die nacht wordt Wiske wakker van lawaai en Suske blijkt verdwenen te zijn. Wiske belt met Luna en zij vertelt op weg te zijn naar Le Volleur, want hij heeft de luipaardman gezien in zijn tuin. De vrienden gaan ook naar het huis van Le Volleur en ze zien hoe een luipaardman met het beeldje verdwijnt. De luipaardman kan tegengehouden worden en het blijkt Suske te zijn. Suske is zwaargewond en de doktoren snappen niet waarom hij nog leeft. Dan zien de vrienden de armband en deze verandert in een enorme slang. De slang spreekt Swahili en Luna vertelt dat Mami Wata haar kinderen terug wil. De beeldjes moeten teruggebracht zijn voor de armband helemaal groen wordt. Wiske ziet dat de gele kleur al voor een deel verdwijnt en de vrienden gaan naar Le Volleur. Hij vertelt de armband al eerder gezien te hebben en biedt aan om een reis naar Afrika te betalen, omdat hij niet wil dat een onschuldig kind sterft.
Hij vertelt ook dat Suske in leven wordt gehouden door Mami Wata, zodat zijn vrienden de beelden terug zullen bregen. Lambik, tante Sidonia, Wiske, Luna en Le Volleur gaan met de gyronef naar Afrika. Ze gaan naar Zunamgi, want daar is Von Klauwen het laatst gezien. De man blijkt al overleden te zijn, maar zijn weduwe leeft nog. De vrienden gaan op zoek naar de vrouw, maar worden aangevallen door luipaardmannen. Lambik en tante Sidonia worden overmeesterd en Wiske en Luna gaan met Le Volleur verder het oerwoud in. Ze vinden Musoke en zij heeft het beeld. Haar man heeft veel replica's gemaakt en Wiske haalt de beelden per ongeluk door elkaar. Ze besluit alle beelden mee te nemen naar het heiligdom van Mami Wata en onderweg de juiste te zoeken. Het is Wiske opgevallen dat de andere twee beelden nat werden als je ze vasthield en elk beeld wordt getest.
De replica's worden weggegooid en met het echte beeld komen ze bij het heiligdom. Dan blijkt Le Volleur geen goede bedoelingen gehad te hebben, hij wil de drie beelden en heeft nooit geholpen om Suske te helpen. Dan komen luipaardmannen tevoorschijn en ze verslaan Le Volleur. Het blijken tante Sidonia en Lambik te zijn. Le Volleur had mannen verteld dat de vrienden slechteriken waren en daarom vielen ze ze aan. Lambik heeft hen de waarheid verteld, want hij kent de taal een beetje door zijn jeugd in Afrika. Daarna lieten de mannen hen gaan en hun vermommingen werden gebruikt. Wiske klimt de grot in en plaatst de beeldjes op het altaar van Mami Wata. Mami Wata bedankt Wiske voor haar moeite en vertelt dat Suske genezen is. Le Volleur moet replica's van de beeldjes maken en wordt door Musoke in de gaten gehouden. Als hij ook maar één misstap maakt, wordt hij levenslang gevangen gezet. Lambik verkoopt zijn masker eindelijk en krijgt een appel en een ei. De koper krijgt meteen een aanbod van een museummedewerker, want het masker blijkt erg speciaal. Lambik geeft tante Sidonia thuis bloemen voor haar verjaardag.

## Achtergrond
Het album ontlokte al voordat het in de winkels lag negatieve publiciteit vanwege de weergave van een zwarte Afrikaan met karikaturaal dik getekende lippen. Standaard Uitgeverij bood voor die overdreven dikke lippen excuses aan, maar gaf aan dat de eerste druk al gereed was. De Vlaamse redactrice van Charlie Magazine Dalilla Hermans plaatste een oproep om met een betere tekening te komen, wat ook massaal gebeurde. De strip viel verder op doordat voor het eerst sinds de verhalen De mompelende mummie en het vervolg De vogels der goden blote vrouwenborsten werden afgebeeld. Die leidden niet tot ophef.